# David Packouz
David Mordechai Packouz (sinh ngày 16 tháng 2 năm 1982) là một cựu đại lý vũ khí, nhạc sĩ, nhà sáng chế và doanh nhân Mỹ.
Năm 2005, Packouz (23 tuổi vào thời điểm đó) đã tham gia cùng Efraim Diveroli (19 tuổi vào thời điểm đó) tại công ty vũ khí AEY Inc của Diveroli. Đến cuối năm 2006, công ty đã giành được 149 hợp đồng trị giá khoảng 10,5 triệu đô la. Đầu năm 2007, AEY đã bảo đảm hợp đồng gần 300 triệu đô la Mỹ của chính phủ để cung cấp cho Quân đội Afghanistan 100 triệu viên đạn AK-47, hàng triệu viên đạn cho khẩu súng trường bắn tỉa SVD Dragunov, tên lửa hàng không và các loại đạn dược khác. Đạn dược mà AEY đã bảo đảm ở Albania để hoàn thành hợp đồng ban đầu có nguồn gốc từ Trung Quốc, vi phạm các điều khoản trong hợp đồng của AEY với Quân đội Hoa Kỳ, vì nước Mỹ cấm các loại đạn của Trung Quốc. Packouz đã biết rằng các sản phẩm bị cấm và sẽ không được chấp nhận và đã tìm cách để che giấu nguồn gốc của đạn dược Do công khai xung quanh hợp đồng và tên tuổi của những người buôn bán vũ khí - Packouz 25 tuổi và Diveroli 21 tuổi khi AEY hạ cánh hợp đồng mua vũ khí - Quân đội Hoa Kỳ bắt đầu rà soát các thủ tục hợp đồng
Packouz đã bị kết án bảy tháng bắt giam vì âm mưu gian lận Hoa Kỳ. Anh là chủ đề của bộ phim hài kịch Chiến tranh Chó năm 2016 của Todd Phillips, trong đó anh đóng vai Miles Teller. Packouz có một vai diễn trong bộ phim với tư cách là một tay guitarist và là ca sĩ tại một ngôi nhà của người cao tuổi.
Packouz đã phát minh ra một guitar pedal drum machine, BeatBuddy, và hiện là CEO của công ty âm nhạc Singular Sound

## Đầu đời
Packouz sinh năm 1982 tại St. Louis, Missouri, đến một gia đình Do Thái. Anh là một trong chín người con, và là con trai của Shoshana và Rabbi Kalman Packouz của chính thống giáo Aish HaTorah, người đã sáng tác cuốn sách Làm thế nào để Ngăn ngừa việc kết hôn khác chủng tộc. Packouz là một bác sĩ massage trị liệu trong thời gian làm việc tại AEY.

## Giao dịch vũ khí và AEY
Packouz tham gia vào công ty vũ khí của Efraim Diveroli AEY Inc. Vào năm 2005 Efraim chỉ mới 19 tuổi vào thời điểm đó, trong khi David là 23. Vào cuối năm 2006, họ đã giành được 149 hợp đồng trị giá khoảng 10,5 triệu đô la. Vào đầu năm 2007, AEY đã bảo đảm hợp đồng gần 300 triệu đô la Mỹ của chính phủ để cung cấp cho Quân đội Afghanistan 100 triệu viên đạn AK-47, hàng triệu viên đạn cho súng trường bắn tỉa SVD Dragunov và tên lửa hàng không. Đạn dược mà AEY đã bảo đảm ở Albania để hoàn thành hợp đồng ban đầu đến từ Trung Quốc, vi phạm các điều khoản trong hợp đồng của AEY với Quân đội Mỹ, Hoa Kỳ cấm đạn dược Trung Quốc.
AEY đã thất bại trong việc thực hiện nhiều hợp đồng trước đó, bao gồm gửi mũ bảo hiểm tiềm ẩn không an toàn và không cung cấp 10.000 khẩu đội Beretta cho Iraq. Trong một văn bản điều tra giám sát nhà ở và cải cách của chính phủ, các tài liệu điều tra đã được đưa ra để cho thấy các cơ quan liên bang chấm dứt, rút lui hoặc hủy bỏ ít nhất bảy hợp đồng trước đó với AEY vì chất lượng kém hoặc giao hàng muộn.
Packouz đã trả lời bằng email cho các cộng sự của mình rằng họ phải thoát khỏi thùng với dấu hiệu của Trung Quốc vì các sản phẩm của Trung Quốc bị cấm và sẽ không được chấp nhận và AEY đóng gói lại đạn dược Trung Quốc, theo chính phủ Hoa Kỳ, đã tạo thành gian lận. Vấn đề đạn dược Trung Quốc đã trở thành tiêu điểm của một sự xáo trộn về luật pháp và hậu cần kéo dài một tháng trong Quân đội Hoa Kỳ và Bộ Tư pháp; AEY nhận được nhiều sự quan tâm của giới truyền thông, đặc biệt là do tuổi của những người buôn bán vũ khí trẻ tuổi ở Miami Beach và sở thích của họ về cần sa, mang lại cho họ cái tên "người buôn bán vũ khí đồ trang sức" hoặc "những người dudes.
Diveroli và David Packouz đã nhận tội với một tội âm mưu lừa đảo Hoa Kỳ theo luật âm mưu chung, 18 U.S.C. § 371, vào tháng 1 năm 2011. Diveroli đã bị kết án 4 năm tù ở liên bang, trong khi Packouz bị kết án 7 tháng tù tại nhà.
Câu chuyện được xuất bản trong cuốn sách Arms Law and the Dudes của Guy Lawson năm 2015 và được Todd Phillips sản xuất vào bộ phim Chiến tranh Chó năm 2016.

## Đời tư
Packouz có một con gái, Amabelle Jane, sinh năm 2007.
Trong năm 2012, Packouz đã bị bắt tại Motel 82 ở Naples, Florida sau khi cáo buộc đồng ý quan hệ tình dục với một người phó bí mật Collier County với giá 400 đô la, theo cảnh sát Cuối cùng, Packouz đã bị một bồi thẩm đoàn kết án vì tội mại dâm vào năm 2013.
Năm 2016, công ty Singoul Sound của Packouz bắt đầu hợp tác từ thiện với tổ chức phi lợi nhuận Guitars Over Guns để cung cấp thiết bị cho BeatBuddy cho thanh thiếu niên có hoàn cảnh khó khăn.